# كونتات ودوقات نيفير

شعار كونتية نيفير

هذه القائمة تحتوى على كونتات ودوقات الذين حكموا نيفير منذ القرن العاشر حتى 1798.

## التاريخ
ترتبط تاريخ كونتية نيفير ارتباط وثيقة بـ دوقية برغونية، فصلت عنها في القرن الحادي عشر، وأصبحت ضمن ألقاب كونت أوكسار في القرنين الحادي عشر والثاني عشر، ثم أصبحت لـ كونتات فلاندرز وأخيراً لـ دوق برغونية منذ القرن الرابع عشر، وفي 1539 تم ضمها إلى التاج الفرنسي وأصبحت دوقية، كانت إحدى أهم إقطاعيات فرنسا آنذاك، وكذلك أصبحت جزء ألقاب أسرة غونزاغا لفترة وجيزة.

## كونتات نيفير
- أوتو-هنري (؟ - 987؛ دوق برغونية، 965 - 1002).
- أوتو-ويليام (987 - 992؛ دوق برغونية، 1002 - 1004).
- لاندري (992 - 1028).
- رينو الأول (أيضا:كونت أوكسار، 1031 - 1040).
- ويليام الأول (أيضا:كونت أوكسار، 1040 - 1083).
- رينو الثاني (أيضا:كونت أوكسار، 1083 - 1097).
- ويليام الثاني (أيضا:كونت أوكسار، 1097 - 1148).
- ويليام الثالث (أيضا:كونت أوكسار، 1148 - 1161).
- ويليام الرابع (أيضا:كونت أوكسار، 1161 - 1168).
- غي[1] (أيضا:كونت أوكسار، 1168 - 1175).
- ويليام الخامس (أيضا:كونت أوكسار، 1175 - 1181).
- أغنيس الأولى (أيضا:كونت أوكسار، 1181 - 1192).
  - بيتر الثاني من كورتيناي (1184 - 1192؛ إمبراطور القسطنطينية اللاتينية، 1216 - 1217).
- ماتيلدا الأولى (1192 - 1257).
  - هيرفيه الرابع من دونزي (1199 - 1223).
    - أغنيس من دونزي؛ هي ابنة ماتيلدا الأولى وهيرفيه تزوجت من فيليب الفرنسي، ثم من غي من شاتيون؛ وانجبت له:-
      - يولاندا الأولى دي شاتيون؛ تزوجت من أرشامبو التاسع البوربوني؛ وهما والد ماتيلدا الثانية.

  - غيغز من فوريز (1226 - 1241).
- ماتيلدا الثانية (أيضا: كونتيسة أوكسار، 1257 - 1262).
  - أودو البرغوني (أيضا:كونت نيفير، 1257 - 1262).
- يولاندا (1262 - 1280).
  - جان تريستان الفرنسي (1265 - 1270؛ كونت فالوا).
  - روبرت الثالث من بيثون (1272 - 1280؛ كونت فلاندرز).
- لويس الأول (1322 - 1280).
- لويس الثاني (أيضا:كونت فلاندرز، 1322 - 1346).
- لويس الثالث (أيضا:كونت فلاندرز، 1346 - 1384).
- مارغريت (1384؛ كونت فلاندرز، 1384 - 1405).
  - فيليب الأول (1384؛ دوق برغونية، 1364 - 1404).
- جان الأول (1384 - 1404؛ دوق برغونية، 1404 - 1419).
- فيليب الثاني (1404 - 1415؛ وأيضا:كونت ريثل).
- شارل الأول (1415 - 1464؛ وأيضا:كونت ريثل).
- جان الثاني (1464 - 1491؛ وأيضا:كونت ريثل وأو).
  - وريثته إليزابيث تزوجت من يوهان الأول، دوق كليفه.
- إنغلبرت من كليفز (1491 - 1506؛ وأيضا:كونت أو).
- شارل الثاني (1506 - 1521؛ وأيضا:كونت أو وريثل).
- فرانسوا الأول (1521 - 1539؛ وأيضا:كونت أو وريثل) أصبح أول دوق.

## دوقات نيفير
- فرانسوا الأول (1539 - 1562).
- فرانسوا الثاني (1562 - 1563).
- جاك (1563 - 1564).
- هنرييت من كليفز (1564 - 1601).
  - لويس غونزاغا (1566 - 1595).
- شارل الثالث غونزاغا (1595 - 1637؛ وأيضا:دوق مانتوفا ومونفيراتو).
- شارل الرابع غونزاغا (1637 - 1659؛وأيضا:دوق مانتوفا ومونفيراتو)؛ باع نيفير وريثل في 1659 إلى الكاردينال مازاران.
- جول مازاران (1659 - 1661).
- فيليبي جولز مانسيني (1661 - 1707).
- فيليبي جولز فرانسوا مانسيني (1707 - 1768).
- لويس جولز مانسيني (1768 - 1798).